# کمک! (فیلم)
کمک! (انگلیسی: Help!) فیلمی در ژانر کمدی به کارگردانی ریچارد لستر است که در سال ۱۹۶۵ منتشر شد. این فیلم بر پایه موسیقی های آلبوم !Help از گروه بیتلز است و موضوعی مرتبط با نام آلبوم دارد.

## بازیگران
- جان لنون
- پل مک‌کارتنی
- جرج هریسون
- رینگو استار
- لئو مک‌کرن
- النور برون
- روی کینیر
- بیتلز
- آلفی بیس
- جرمی لوید
- پاتریک کارگیل